# Henry Stolow
Henry Stolow (lettisch Henrijs Stolovs, Heinrihs Stolovs; * 25. Juli 1901 in Riga, Russisches Kaiserreich; † 9. April 1971 in Celerina, Kanton Graubünden, Schweiz) war ein in Deutschland und den USA tätiger Briefmarkenhändler.

## Leben
Nach dem Ende des Ersten Weltkrieges war Henry Stolow zusammen mit seinem Bruder Julius Stolow 1920 bis 1933 in Berlin als Briefmarkenhändler tätig. Beide emigrierten 1936 nach Brüssel und später nach New York. Dort gründeten sie die Großhandelsfirma J. and H. Stolow, Wholesale Stamp Dealers in der Fifth Avenue, die von den 1940er bis zu den 1970er Jahren bestand. Mit dieser Firma stiegen sie zu einem der größten Briefmarkengroßhandel der Welt auf.
Henry Stolow kaufte bedeutende Briefmarkensammlungen auf, um sie dann zu versteigern, so zum Beispiel die Kollektionen von Präsident Franklin D. Roosevelt, König Karl II. von Rumänien, König Faruk von Ägypten, Kardinal Francis Spellman und Millionär Arthur Hind. Zudem war er international als Briefmarkenprüfer tätig.
Henry Stolow bereitete für Postverwaltungen (vor allem in Afrika) Neuausgaben von Briefmarken vor. Von diesen Neuausgaben kaufte er den größten Teil der Auflage auf, um sie dann als Monopolist an andere Großhändler weiterzuverkaufen. Es wird vermutet, dass er auch Fehldrucke in Auftrag gab, wie zum Beispiel die Überdruckmarken (zur Befreiung Dänemarks im Mai 1945) in Grönland.
Er ließ auch unautorisiert 150 Markenausgaben der kurzlebigen Republik Maluku Selatan bei der Österreichischen Staatsdruckerei herstellen und vermarktete diese Schwindelausgaben dann weltweit.
Nach dem Zweiten Weltkrieg kehrte er nach Deutschland zurück und war auch in Berlin und später in München als Briefmarkenhändler tätig.
Nach seinem Tod wurde sein Briefmarkenimperium in München unter der bisherigen Firma Henry Stolow von dem neuen Inhaber Rolf Müller bis 2016 weitergeführt.
Sein Sohn Gregory Stolow wurde in den USA auch Briefmarkenhändler.